# Califanthura pingouin
Califanthura pingouin är en kräftdjursart som först beskrevs av Brian Frederick Kensley 1980.  Califanthura pingouin ingår i släktet Califanthura och familjen Paranthuridae. Inga underarter finns listade i Catalogue of Life.